# Thomas Osborne (1er duc de Leeds)
Pour les articles homonymes, voir Thomas Osborne, Danby et Carmarthen (homonymie).
Thomas Osborne, 1er duc de Leeds (20 février 1632 - 26 juillet 1712) est un homme politique et pair britannique.

## Biographie

### Jeunesse
Thomas Osborne est le fils d'Edward Osborne, 1er baronnet de Kiveton (1596-1647) et de sa seconde épouse Anne Walmesley., veuve de Thomas Middleton et nièce d'Henry Danvers, 1er comte de Danby.
Thomas Osborne est le petit-fils d'Hewett Osborne et l'arrière-petit-fils d'Edward Osborne, lord-maire de Londres qui en 1559, fait la fortune de la famille en sautant du London Bridge dans la rivière pour sauver Anne Hewett, la fille de son employeur William Hewett, qu'il épouse ensuite.
Le père de Thomas Osborne est un royaliste convaincu qui est vice-président du Conseil du Nord. Le demi-frère aîné de Thomas, Edward Osborne est tué dans un accident en 1638 lorsque le toit de la maison familiale s'effondre sur lui.
Il hérite de la baronnie et des domaines du Yorkshire à la mort de son père Edward en 1647.

### Vie adulte

#### Introduction à la vie publique

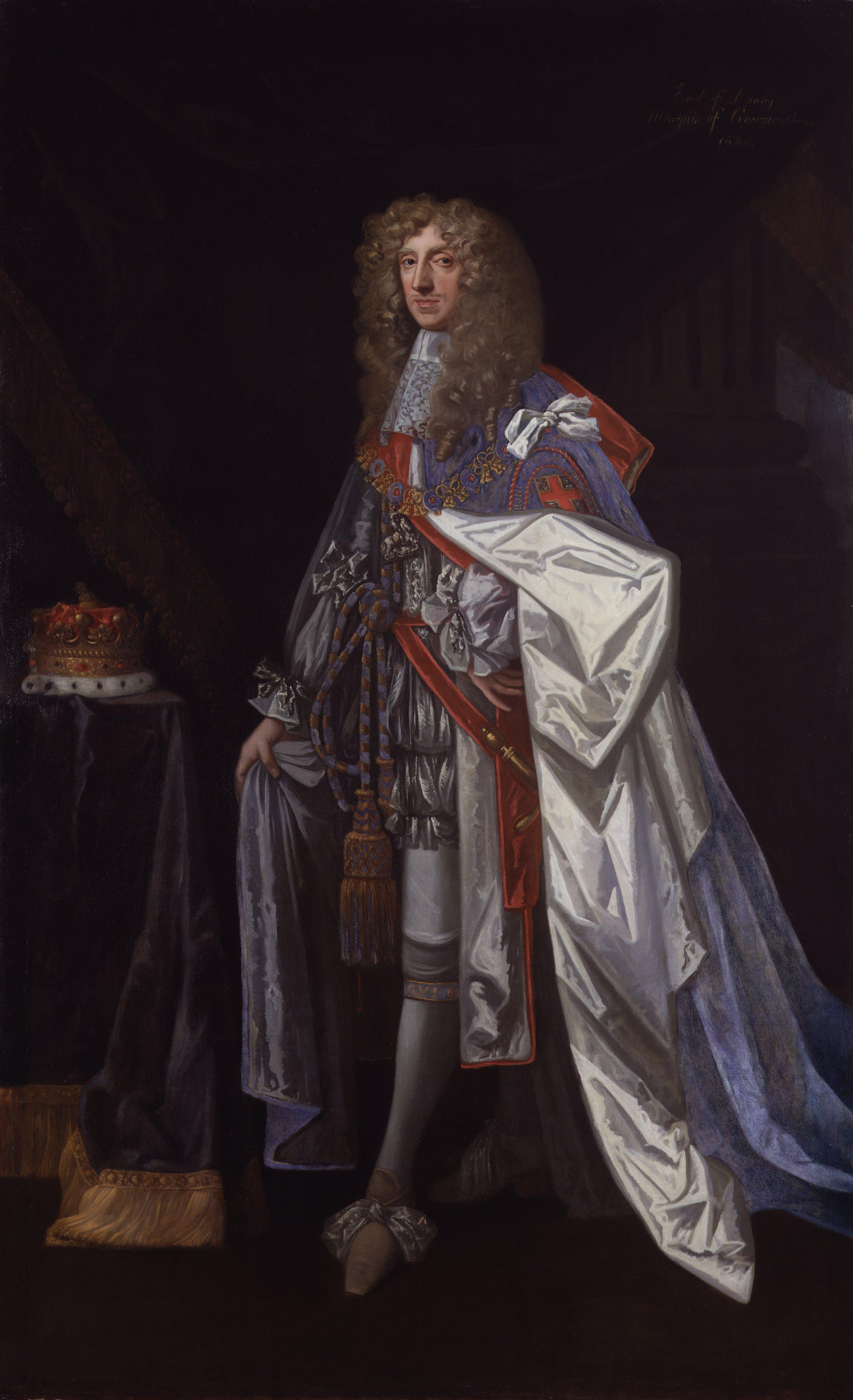
Thomas Osborne, comte de Danby au XVIIe siècle (Sir Peter Lely).

Thomas Osborne est initié à la vie publique et à la cour par George Villiers, 2e duc de Buckingham. En 1661, il est nommé haut shérif du Yorkshire puis il est élu député de York en 1665.
Il fait le « premier pas dans son ascension future » en rejoignant George Villiers, 2e duc de Buckingham dans son attaque contre Edward Hyde, 1er comte de Clarendon en 1667.
En 1668, il est nommé co-trésorier de la marine avec Thomas Lyttelton, 4e baronnet de Frankley avant d'être nommé trésorier unique. Il succède à William Coventry en tant que commissaire au Trésor de l'État en 1669 et en 1673 est nommé commissaire à l'amirauté.
Il est créé vicomte Osborne dans la pairie écossaise le 2 février 1673 et conseiller privé le 3 mai 1673. Le 19 juin 1673, à la démission de Thomas Clifford, 1er baron Clifford de Chudleigh, il est nommé lord trésorier et nommé baron Osborne de Kiveton et vicomte Latimer dans la pairie d'Angleterre tandis que le 27 juin 1674, il est créé comte de Danby par Charles II lorsqu'il renonce à son trône. Il est nommé la même année lord-lieutenant du West Riding of Yorkshire et reçoit en 1677 l'Ordre de la Jarretière.

#### Direction du gouvernement royal
Le comte de Danby est un homme d'État très différent des dirigeants du ministère de la Cabale dont George Villiers, 2e duc de Buckingham et Henry Bennet, 1er comte d'Arlington. Son objectif principal est sans aucun doute le maintien et l'augmentation de sa propre influence et de son parti.
Il est membre de l'ancien parti Cavaliers, ami de confiance de John Maitland, 1er duc de Lauderdale) il souhaite renforcer l'exécutif et l'autorité royale.
Il est un fervent partisan de l'Église d'Angleterre et un ennemi à la fois des catholiques romains et des dissidents.

#### Relation avec la religion
En 1673, Thomas Osborne s'oppose à la déclaration royale d'indulgence de Charles II, soutient le Test Act et s'oppose à la proposition visant à accorder un soulagement aux dissidents. En juin 1675, il signe un document exhortant à l'application stricte des lois contre les catholiques romains. Il présente un projet de loi imposant des taxes spéciales aux réfractaires et soumettant les prêtres catholiques romains à l'emprisonnement à vie qui n'a été rejeté que comme étant trop clément parce qu'il protége les contrevenants de l'accusation de trahison. Le roi s'est opposé et a également douté de la sagesse et de la faisabilité de cette politique de répression « approfondie ».
Le comte de Danby ordonne donc de restituer dans chaque diocèse le nombre de dissidents, tant catholiques que protestants , afin de prouver leur insignifiance et d'éliminer les scrupules royaux (cela devint connu sous le nom de recensement de Compton). En décembre 1676, il publie une proclamation pour la suppression des cafés en raison de la « diffamation du gouvernement de Sa Majesté » qui s'y déroulait, mais celle-ci a été retirée.

#### Implications aux Affaires étrangères
Dans le domaine des affaires étrangères, le comte de Danby fait preuve d’une meilleure compréhension. Il souhaite accroître le commerce, le crédit et la puissance de l'Angleterre à l'étranger.
Il est un ennemi à la fois de l’influence romaine et de l’ascendance française. Il écrit au cours de l'été 1677 que toutes considérations faites dans tous domaines la République néerlandaise et non la France est l'alliée souhaitée. Il met fin à la guerre avec la République hollandaise en 1674 et entretient depuis lors une correspondance amicale avec Guillaume d'Orange. En 1677, après deux ans de fastidieuses négociations, il surmonte tous les obstacles et, malgré l'opposition de Jacques II et à l'insu de Louis XIV, il réalise le mariage entre Guillaume III et Marie II qui est le germe de la Révolution et de l'Acte de colonisation.
Cette politique nationale, cependant, ne pouvait être poursuivie, et le ministre ne pouvait se maintenir au pouvoir, qu'en acquiesçant aux relations personnelles du roi avec le roi de France réglées par le traité de Douvres en 1670 qui incle l'acceptation par Charles II d'une pension et le lie à une politique exactement opposée à la sienne.
En 1676, dans sa propre contradiction, il consent avec John Maitland, 1er duc de Lauderdale à un traité entre Charles II et Louis XIV selon lequel Charles II reçoit une rente annuelle de 100 000 £. En 1678, Charles II profite de l'hostilité croissante de la nation et du Parlement envers la France, augmente la rente, et le comte de Danby, par l'intermédiaire de Ralph Montagu, 1er duc de Montagu, exige six millions de livres par an (300 000 £) pendant trois ans.
Parallèlement à la négociation de la politique royale d'une alliance anglo-française, le comte de Danby a fait passer au Parlement un projet de loi visant à collecter des fonds pour une guerre contre la France ; une ligue fut conclue avec la République hollandaise et des troupes y furent effectivement envoyées, il reste ainsi fidèle à la vision qu'il défend.
En 1676, Henri de Massué, 1er marquis de Ruvigny décrivit le comte de Danby à Louis XIV comme étant ennemie à la France et aux intérêts français, et comme faisant tout son possible pour empêcher la conclusion d'un traité de cette année-là.

#### La disgrâce
Les circonstances des actions du comte de Danby sont réunies pour provoquer sa chute. Même si tant à l'étranger qu'aux affaires intérieures, sa politique incarne généralement les souhaits du parti, le comte de Danby n'a jamais gagné la confiance de la nation.
Son caractère n'inspire aucun respect et il ne peut compter sur le soutien de personnes, Charles II lui aurait dit qu'il n'a que deux amis, lui-même et son propre mérite. Il a été décrit à Samuel Pepys comme « une personne brisée qui n'a pas grand-chose à perdre et qui risque donc tout ». Il maintient son pouvoir par la corruption et en excluant des fonctions les hommes de haut rang et de grande capacité. Gilbert Burnet l'a décrit comme « le ministre le plus détesté qui ait jamais eu affaire au roi ».
Des hommes pires ont été moins détestés, mais le comte de Danby n'a aucune des vertus aimables qui contrecarrent ce qu'il existe de détestable chez lui. John Evelyn qui le connaissait intimement le décrit comme « un homme doté d'excellents éléments naturels mais sans aucune générosité ni gratitude ».
Anthony Ashley-Cooper, 1er comte de Shaftesbury, ennemi politique, parle de lui comme d'un « menteur invétéré, fier, ambitieux, vengeur, faux, prodigue et cupide au plus haut degré ». Sa corruption, sa soumission à une épouse tyrannique, sa cupidité, son visage pâle et sa personne mince qui ont remplacé les beaux traits et la beauté des vieux jours sont sujet aux ricanements de George Savile, 1er marquis d'Halifax jusqu'aux plaisanteries grossières des habitants d'Halifax.
En défendant la politique nationale il suscite de redoutables ennemis à l'étranger sans s'assurer un seul ami ou partisan à l'intérieur et sa fidélité aux intérêts nationaux amène à sa chute. Kenyon décrit l'administration du comte de Danby à l'automne 1678 comme « faible, discréditée, impopulaire et infructueuse », il suffit du complot papiste pour le faire tomber. Le comte de Danby est accusé d'utiliser les « révélations » insensées d'Israël Tonge à son propre avantage mais le roi donne au comte de Danby l'ordre explicite d'enquêter sur les affirmations de Tonge, il n'a d'autre choix que de s'y conformer.

#### Chute et mesure de destitution
En nommant un nouveau secrétaire d'État, le comte de Danby préfère Sir William Temple, 1er baronnet Sheen fervent partisan de la politique anti-française, à Ralph Montagu, 1er duc de Montagu qui après une dispute avec la Barbara Palmer, 1re duchesse de Cleveland a été démis de ses fonctions.
Ralph Montagu, 1er duc de Montagu passe dans l'opposition et avec Louis XIV et Jean-Paul de Barillon, 1er marquis de Branges (ambassadeur de France) qui lui fournit une grosse somme d'argent et élabore un plan pour provoquer la ruine du comte de Danby.
Ralph Montagu, 1er duc de Montagu obtient un siège au Parlement et malgré les efforts du comte de Danby pour saisir ses papiers par décret, le 20 décembre 1678, deux lettres que Danby lui avait écrites furent lues à haute voix à la Chambre des Communes par le Président. La Chambre des Communes s'est immédiatement prononcée sur la destitution du comte de Danby. Au pied de chacune des lettres figuraient les post-scriptums du roi : « J'approuve cette lettre. CR », de sa propre écriture ; mais ils n'ont pas été lus par le Président et ont été entièrement ignorés dans la procédure.
Le comte de Danby est accusé d'avoir assumé les pouvoirs royaux en traitant des questions de paix et de guerre à l'insu du conseil, d'avoir levé une armée permanente sous prétexte de guerre avec la France, d'avoir entravé la réunion du Parlement et de corruption et de détournement de fonds en la trésorerie. Le comte de Danby, en communiquant le « complot papiste » au Parlement a dès le début exprimé son incrédulité face aux révélations de Titus Oates. Il est désormais accusé d'avoir « dissimulé le complot par trahison ».
Il est déclaré coupable par la Chambre des Communes mais tandis que la Chambre des lords se dispute afin de savoir si le pair accusé doit être libéré sous caution et si les accusations constituent plus qu'un délit, le Parlement est prorogé le 30 décembre et dissous trois semaines plus tard. Alors que le comte Danby a peu d'amis, le débat au sein de la Chambre des Lords montre une réticence notable à destituer un fonctionnaire de la Couronne pour avoir simplement appliqué la politique de la Couronne. Charles Dormer, 2e comte de Carnarvon, dans un discours remarquable, rappel à ses pairs combien de leurs prédécesseurs ont participé à des mises en accusation, pour finir par être eux-mêmes mis en accusation. En mars 1679, un nouveau Parlement hostile au comte de Danby est élu et il est contraint de démissionner de son poste de trésorier ; mais il reçoit du roi une grâce sous le grand sceau et l'élévation de son titre en marquisat.
George Savile, 1er marquis d'Halifax déclare qu'il s'agit d'une récompense de la trahison, « à ne pas supporter ». À la Chambre des Communes, sa retraite n'a pas apaisé ses ennemis. La Chambre des Lords a adopté une motion pour son incarcération et comme dans le cas d'Edward Hyde, 1er comte de Clarendon, son bannissement. Cette proposition esr rejetée par la Chambre des Communes qui adopte un projet de loi. Le comte de Danby est parti à la campagne, mais retourne à Londres le 21 avril pour protester contre la menace d'atteinte et est envoyé à la Tour de Londres.
Dans sa défense écrite, il plaide la grâce du roi, mais le 5 mai 1679, ce plaidoyer est déclaré illégal par la Chambre des Communes. La déclaration selon laquelle une grâce royale ne constitue pas un moyen de défense contre une destitution est incorporée dans l'Act of Settlement de 1701.
La Chambre des Communes exige un jugement contre le prisonnier de la part de la Chambre des Lords, cependant la dissolution du Parlement en juillet interrompt la procédure mais le comte de Danby reste dans la Tour de Londres pendant près de cinq ans. Un certain nombre de brochures affirmant sa complicité dans le complot papiste, et l'accusent même du meurtre de Sir Edmund Godfrey. En mai 1681, le comte Danby est inculpé pour le meurtre de Sir Edmund Godfrey sur la base de l'accusation d'Edward Fitzharris.
Sa requête auprès du roi pour un procès par ses pairs est refusée. Pendant quelque temps, tous les appels au roi, au Parlement et aux tribunaux sont inutiles ; mais le 12 février 1684, sa demande auprès du Lord juge en chef George Jeffreys, 1er baron Jeffreys est couronnée de succès et il est mis en liberté sous caution de 40 000 £, pour comparaître à la Chambre des Lords lors de la session suivante. Il rend visite au roi le même jour, mais ne prend aucune part aux affaires publiques pendant le reste du règne.

#### Retour en grâce et à la cour

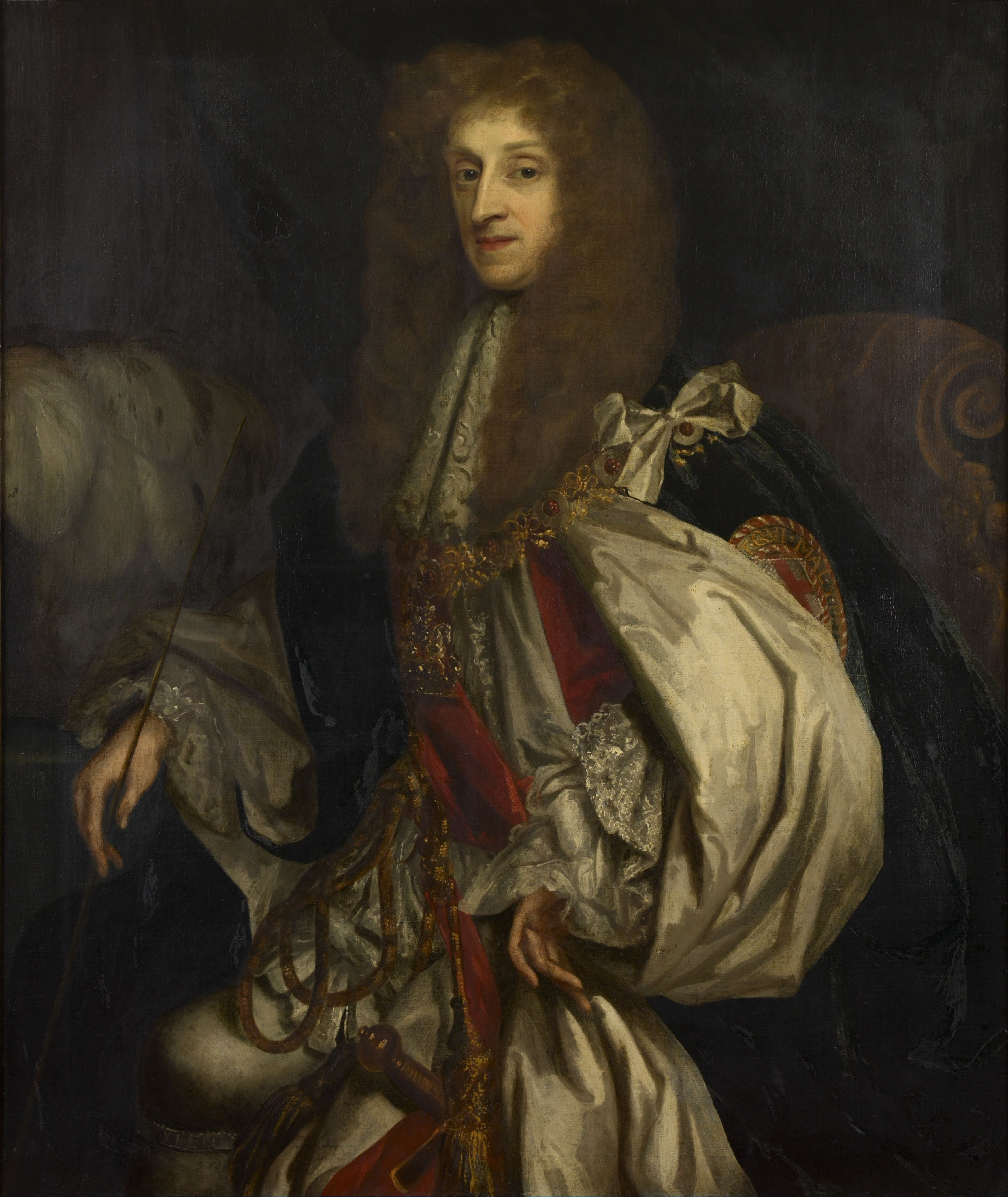
Thomas Osborne, 1er duc de Leeds au XVIIe siècle.

Après l'avènement de Jacques II, le comte Danby est libéré de sa caution par la Chambre des lords le 19 mai 1685.
Il prend place à la Chambre des lords en tant que chef modéré du parti tory. Bien que partisan du principe héréditaire, il se trouve bientôt de plus en plus opposé à Jacques II et ses attaques contre l'anglicanisme. Il reçoit la visite d'Everhard van Weede Dykvelt, l'agent de Guillaume d'Orange et en juin 1687, il écrit à Guillaume pour l'assurer de son soutien.
Le 30 juin 1688, il est l'un des sept hommes politiques de la Révolution signataires de l'invitation à Guillaume d'Orange. En novembre, il occupe York pour Guillaume  puis retourne à Londres le 26 décembre 1688 pour le rencontrer. Il semble également avoir pensé que Guillaume d'Orange ne réclamerait pas la couronne et a d'abord soutenu la théorie selon laquelle le trône ayant été libéré par la fuite de Jacques II, la succession revenait à Marie. Cette proposition rencontre peu de soutien et est rejetée à la fois par Guillaume d'Orange et par Marie elle-même. Il vote donc contre la régence et se joignit à George Savile, 1er marquis d'Halifax et à la Chambre des Communes pour déclarer le prince et la princesse co-souverains.

#### Discorde avec le parti whig
Le comte de Danby a rendu des services extrêmement importants à la cause de Guillaume d'Orange. Le 20 avril 1689, il est créé marquis de Carmarthen et nommé lord-lieutenant du Yorkshire. Il est cependant toujours très détesté par les whigs et Guillaume, au lieu de le réintégrer comme Lord Trésorier, le nomma au poste moindre de Lord président du Conseil en février 1689. Sa contrariété et sa déception manifestes face à cette tournure des événements ont été augmentées par la nomination de George Savile, 1er marquis d'Halifax comme Lord du sceau privé. L'opposition entre le marquis « noir » et le marquis « blanc » (surnom donné au marquis de Carmarthen en allusion à son apparence maladive) a été réveillée, par conséquent il se retire à la campagne et assiste rarement au conseil.
En juin et juillet 1689, des motions ont été présentées au Parlement pour sa destitution mais malgré sa grande impopularité, à la retraite de George Savile, 1er marquis d'Halifax en 1690, il acquit de nouveau le pouvoir principal dans l'État, qu'il conserve jusqu'en 1695 grâce à des pots-de-vin au Parlement et à l'appui du roi et de la reine.

#### Retour sur le devant de la scène grâce à la Reine
En 1690, pendant l'absence de Guillaume III d'Orange alors en Irlande, le marquis de Carmarthen est nommé conseiller principal de Marie II.
Il est également absent en 1692 lorsque le Place Bill est rejeté. En 1693, le marquis de Carmarthen préside en tant que Lord grand intendant le procès de Charles Mohun, 4e baron Mohun et le 4 mai 1694, il est créé duc de Leeds. La même année, il soutient le projet de loi triennal mais s'est opposé au nouveau projet de loi sur la trahison.
Il est injustement accusé de jacobitisme lors d'une nouvelle série d'attaques contre lui. En avril 1695, il est de nouveau mis en accusation par la Chambre des Communes car il est soupçonné d'avoir reçu un pot-de-vin de 5000 guinées pour obtenir une nouvelle charte pour la Compagnie des Indes orientales. Bien qu’il n’a pas réellement accepté l’or, il l’a laissé dans sa maison pendant plus d’un an et ne l’a restitué qu’au début de l’enquête. Pour sa défense, tout en niant avoir eu l'intention de prendre l'argent, le duc de Leeds n'a pas caché que selon son d'expérience la corruption est une coutume reconnue et universelle dans les affaires publiques et qu'il avait lui-même contribué à obtenir de l'argent pour d'autres.
Pendant ce temps son serviteur qui a été l'intermédiaire entre le duc de Leeds et la compagnie des Indes orientales s'enfuit du pays et sans aucune preuve pour condamner, la procédure s'effondre.
En mai 1695, le duc de Leeds reçoit l'ordre de cesser de participer au conseil. Il revint en octobre mais n'est pas inclus parmi les Lords Justices nommés régents pendant l'absence de Guillaume III d'Orange cette année-là. En décembre, il devient commissaire au commerce et en décembre 1696, gouverneur de la Royal Fishery Company. Il s'oppose aux poursuites contre Sir John Fenwick, 3e baronnet de Fenwick mais soutient les mesures prises par les membres des deux chambres du Parlement pour défendre les droits de Guillaume III d'Orange la même année.
En 1698, il reçoit le tsar Pierre Ier le Grand à Wimbledon. Il a perdu depuis quelque temps la véritable direction des affaires et, en 1699, il est contraint de se retirer de ses fonctions et de la lord-lieutenance du Yorkshire.

#### Retrait de la vie publique
Sous le règne de la reine Anne, dans sa vieillesse, le duc de Leeds est décrit comme « un gentleman au caractère naturel admirable, avec une grande connaissance et une grande expérience dans les affaires de son propre pays, mais sans réputation auprès d'aucun parti ».
L'homme d'État n'a cependant et en aucun cas acquiescé à sa retraite forcée et a continué à prendre une part active dans la politique. En tant qu'homme d'Église zélé et protestant, il possède toujours des partisans. En 1705, il soutient une motion selon laquelle l'Église d'Angleterre est en danger et humilie Thomas Wharton, 1er marquis de Wharton qui s'est prononcé contre la motion, en lui rappelant qu'il a autrefois utilisé une chaire d'église comme toilettes.
En 1710, dans le cas d'Henry Sacheverell, il prend la défense des droits héréditaires. En novembre de cette année, il obtient un renouvellement de sa pension de 3500 £ par an du bureau de poste qu'il occupe en 1694, et en 1711, à l'âge de quatre-vingts ans, il est candidat au poste de Lord du sceau privé. Cependant la longue et mouvementée carrière du duc de Leeds se termine peu après par sa mort à Easton Neston House (Northamptonshire, Angleterre).

## Famille

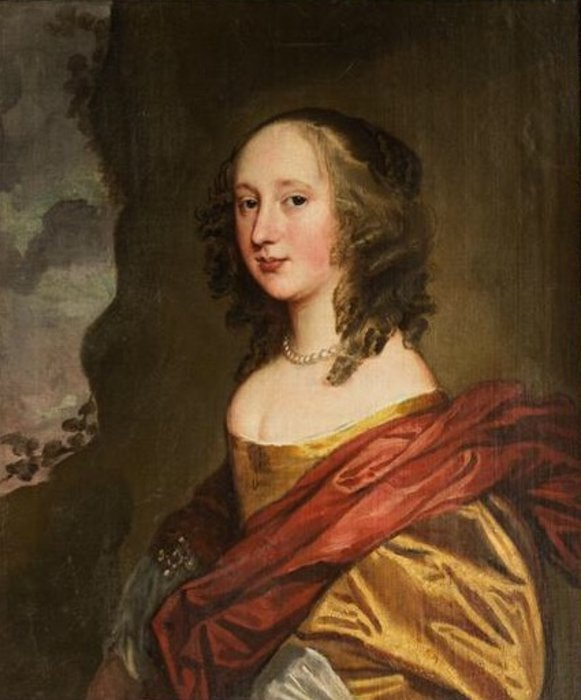
Lady Bridget Bertie, duchesse de Leeds.

Il épouse, en 1651, Bridget Bertie (1629-1704), fille de Montagu Bertie, 2e comte de Lindsey et de Martha Cokayne. Ils ont neuf enfants.
- Catherine Osborne (1653 - 1702) épouse James Herbert (1623 - avril 1677, dont descendance ;
- Edward Osborne, vicomte Latimer (3 avril 1654 - 16 janvier 1689) épouse Elizabeth Bennet (? - 1680), sans descendance ;
- Un fils mort jeune ;
- Anne Osborne (28 décembre 1657 - 5 août 1722) épouse en premières noces Robert Coke d'Holkham (? - 16 janvier 1679) (dont descendance), puis épouse en secondes noces Horatio Walpole (11 juillet 1663 - 17 octobre 1717) (sans descendance) ;
- Peregrine Osborne, 2e duc de Leeds (1659 - 25 juin 1729) épouse Bridget Hyde (1662 - 8 mars 1734), dont descendance ;
- Sophia Osborne (1661 - 8 décembre 1746) épouse en premières noces Donough O'Brien, Lord Ibrackan (1663 - 6 mai 1682) (sans descendance, puis épouse en secondes noces William Fermor, 1er baron Leominster (3 août 1648 - 7 décembre 1711) (dont descendance) ;
- Bridget Osborne (1664 - 9 mai 1718) épouse en premières noces Charles FitzCharles, 1er comte de Plymouth (1657 - 17 octobre 1780), puis épouse en secondes noces Philip Bisse (1667 - 6 septembre 1721) (dont descendance) ;
- Martha Osborne (1664 - 11 septembre 1689) épouse Charles Granville, 2e comte de Bath (31 août 1661 - 4 septembre 1701), sans descendance ;
- Une fille morte jeune.

Le 1er duc de Leeds est enterré dans la chapelle de la famille Osborne à l'église All Hallows, à Harthill, dans le Yorkshire du Sud.

## Distinctions

### Décorations britanniques
- Ordre de la Jarretière (1677)